# 北海道道784号黒橋京極線
北海道道784号黒橋京極線（ほっかいどうどう784ごう くろはしきょうごくせん）は、北海道虻田郡京極町内を結ぶ一般道道（北海道道）である。

## 概要

### 路線データ
- 起点：北海道虻田郡京極町脇方
- 終点：北海道虻田郡京極町京極（国道276号・ 北海道道478号京極倶知安線交点）
- 路線延長：17.0 km

## 歴史
- 1972年（昭和47年）3月31日 路線認定[1]。

## 地理

### 通過する自治体
- 後志総合振興局
  - 虻田郡京極町

### 交差する道路
京極町
- 国道276号 - 京極（終点）
- 北海道道478号京極倶知安線 - 京極（終点）